# Sjöslaget vid Downs
Sjöslaget vid Downs var ett avgörande sjöslag utkämpat den 21 oktober 1639 under det nederländska frihetskriget mellan den spanska flottan och en förenad flotta bestående av holländska och engelska styrkor. Striden ägde rum i The Downs, ett område i Engelska kanalen strax utanför Kents kust i södra England.
Det nederländska frihetskriget, som pågick mellan 1568 och 1648, var en konflikt där de nederländska provinserna kämpade för sin självständighet från det spanska imperiet. Under 1630-talet hade Nederländerna etablerat sig som en betydande sjömakt, vilket hotade Spaniens dominans till sjöss. Den spanska flottan, som leddes av amiral Antonio de Oquendo, försökte undsätta sina styrkor i Flandern men stoppades av en stark holländsk flotta under ledning av Maarten Tromp.
Den spanska flottan sökte tillflykt i The Downs, ett relativt skyddat område utanför Kents kust, för att undvika konfrontation. Den holländska flottan, med stöd från de engelska skeppen, utnyttjade detta och inledde ett aggressivt anfall. Holländarna utnyttjade de spanska skeppens svårhet att manövrera inom The Downs för att slå ut de spanska fartygen. Striden var intensiv och resulterade i en storskalig seger för de holländska och engelska styrkorna. Många spanska fartyg sänktes eller erövrades, och endast en liten del av den spanska flottan lyckades fly.
Slaget var ett av de viktigaste sjöslagen under det nederländska frihetskriget och markerade en vändpunkt under konflikten. Sjöslaget var även ett exempel på nya strategier inom marin krigföring. Istället för att kort utbyta kanoneld och därefter ramma och försöka borda fiendeskeppet använde sig den holländska flottan av en bred linjeformation, vilket bidrog till kanoneldens effektivitet. Den spanska flottans nederlag försvagade kraftigt Spaniens marina styrka och stärkte Nederländernas position som en viktig sjömakt under 1600-talet. Efter slaget vid Downs fortsatte den spanska flottan att möta motgångar, och den nederländska republikens självständighet blev så småningom formellt erkänd genom Westfaliska freden 1648.

## Källförteckning
1. 1 2  ”The Battle of the Downs & the Eighty Years' War” (på amerikansk engelska). Warfare History Network. https://warfarehistorynetwork.com/article/the-battle-of-the-downs-the-eighty-years-war/. Läst 6 juni 2024.
2. ↑  ”Maritime Decline and the Battle of the Downs”. English Heritage. https://www.english-heritage.org.uk/visit/places/walmer-castle-and-gardens/history-and-stories/maritime-decline-battle-of-the-downs/. Läst 6 juni 2024.
3. ↑  ”nederländska frihetskriget - Uppslagsverk - NE.se”. www.ne.se. https://www.ne.se/uppslagsverk/encyklopedi/l%C3%A5ng/nederl%C3%A4ndska-frihetskriget. Läst 6 juni 2024.
4. ↑  ”The Dutch Economy in the Golden Age (16th – 17th Centuries) – EH.net” (på amerikansk engelska). https://eh.net/encyclopedia/the-dutch-economy-in-the-golden-age-16th-17th-centuries/. Läst 6 juni 2024.
5. ↑  ”Maarten Tromp | Dutch Naval Hero & Admiral | Britannica” (på engelska). www.britannica.com. 19 april 2024. https://www.britannica.com/biography/Maarten-Tromp. Läst 6 juni 2024.
6. ↑  David Edwards. ”Changes in warfare in the 16th and 17th centuries - a ‘military revolution’?”. defence.gov.au. Arkiverad från originalet den 6 juni 2024. https://web.archive.org/web/20240606155712/https://theforge.defence.gov.au/article/changes-warfare-16th-and-17th-centuries-military-revolution. Läst 6 juni 2024.
7. ↑  ”Peace of Westphalia | Definition, Map, Results, & Significance | Britannica” (på engelska). www.britannica.com. 21 maj 2024. https://www.britannica.com/event/Peace-of-Westphalia. Läst 6 juni 2024.